# Budaörs vasútállomás
Budaörs vasútállomás egy Pest vármegyei vasútállomás Budaörs településen, a MÁV üzemeltetésében. A város központjától bő másfél kilométerre délre helyezkedik el, jobbára ipari jellegű ingatlanok között; északi és déli irányból is a 81 101-es számú mellékút felől közelíthető meg.

## Története
Budaörs vasútállomása a MÁV 1883-ban készített tervsorozatának II. osztályú típusterve alapján épült, és 1884. július 15-én nyitotta meg kapuit. Erre a típustervre épült a biatorbágyi vasútállomás épülete is. Akkori szabvány szerint vadgesztenyefákat ültettek az állomás elé.

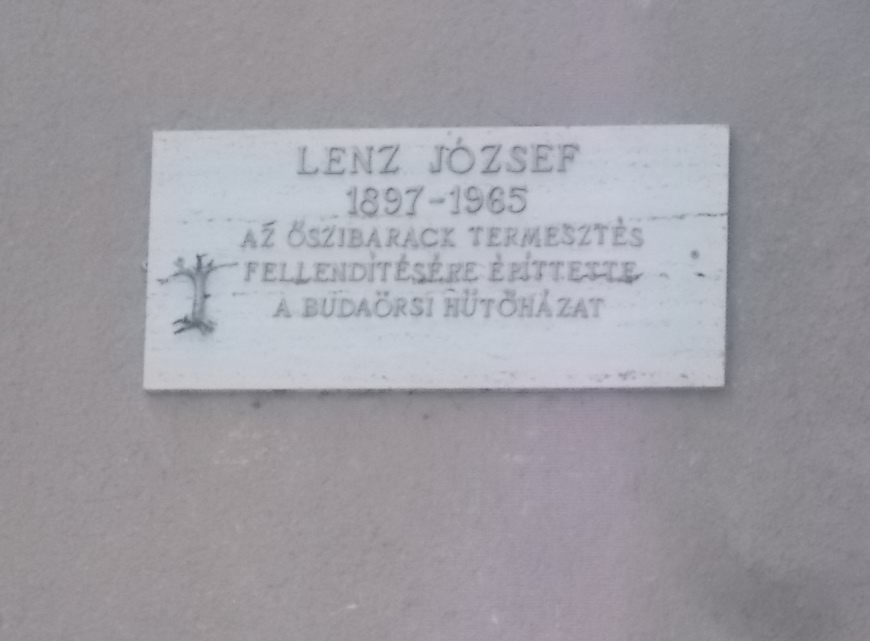
Lenz József (1897–1965) kereskedelmi tanácsos emléktáblája a vasútállomás falán, a Lenz József téren

1937-ben, Lenz József (1897–1965) nagykereskedő, kereskedelmi tanácsos, tartalékos huszár százados, nyékládházi földbirtokos, a „Lenz testvérek cég” társtulajdonosa 1937-ben építtette meg Möller Károly építész terveivel a budaörsi vasútállomás melletti negyven vagon befogadóképességű hűtőházat, amelyet főleg a magyar őszibarack tárolására használtak. Nyáron az export kajszibarack-, szilva- stb. előhűtésére szolgált. Télen viszont almát tároltak benne, évente átlag 100 vagon mennyiségben.

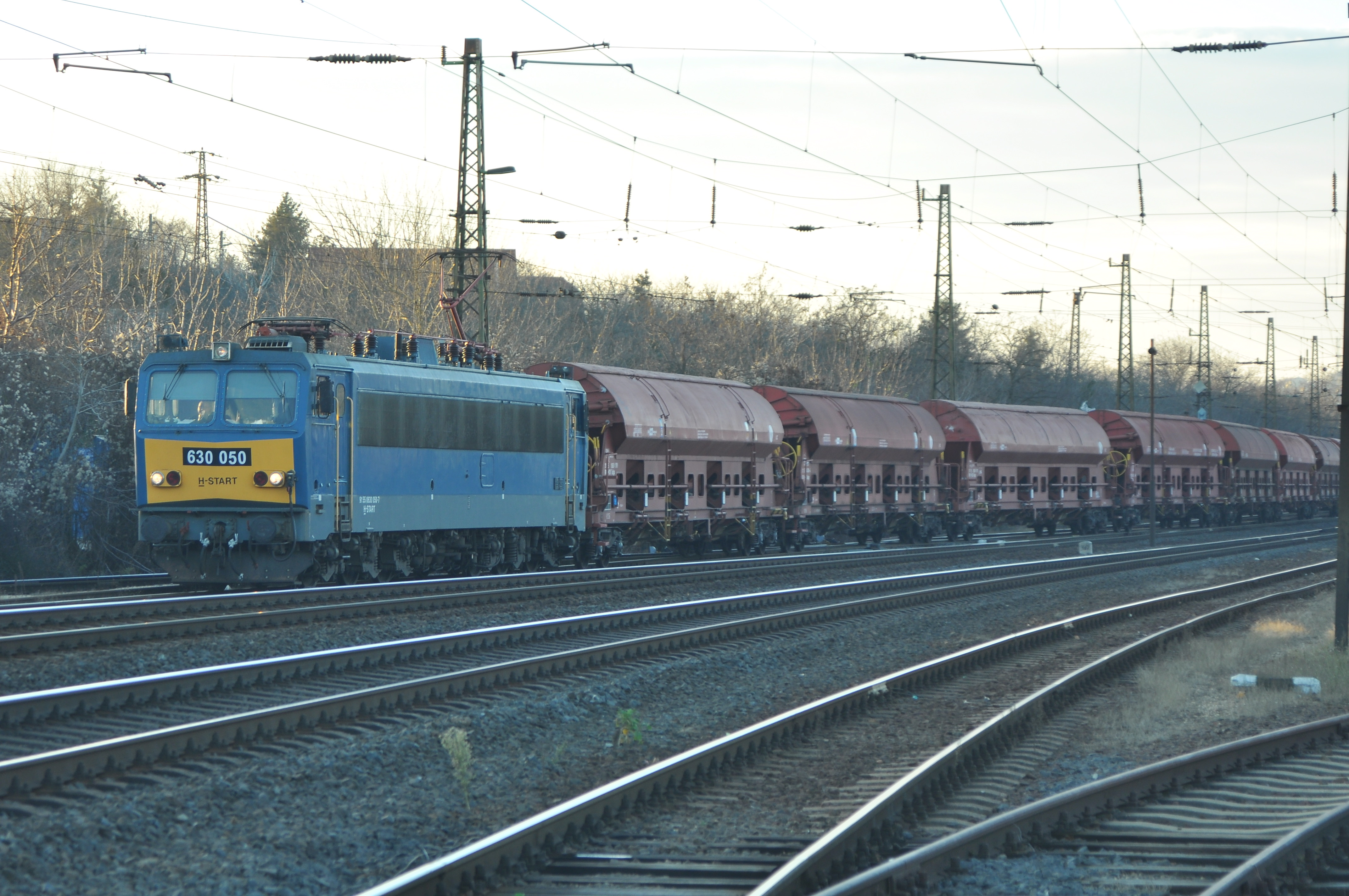
Tehervonat az állomásban (2023)

2013. november 26-án a budaörsi vasútállomás melletti névtelen tér megkapta hivatalosan a Lenz József tér nevet; ezzel Lenz József kereskedelmi tanácsos lett az első kolumbiai-venezuelai emigráns magyar, akinek a tiszteletére Magyarországon közteret neveztek el.

## Vasútvonalak
Az állomást az alábbi vasútvonalak érintik:
- Budapest–Hegyeshalom-vasútvonal

## Kapcsolódó állomások
A vasútállomáshoz az alábbi állomások vannak a legközelebb:
- Budapest-Kelenföld vasútállomás (Budapest-Keleti pályaudvar, Budapest–Hegyeshalom-vasútvonal)
- Törökbálint megállóhely (Rajka vasútállomás, Budapest–Hegyeshalom-vasútvonal)

## Megközelítés tömegközlekedéssel
- Busz:  287, 288

## Forgalom
| Járat | Útvonal | Gyakoriság |
| ----- | --- | ---------- |
| S10   | Budapest-Déli – Budapest-Kelenföld – Budaörs – Törökbálint – Biatorbágy – Herceghalom – Bicske alsó – Bicske – Szár – Szárliget – Alsógalla – Tatabánya – Vértesszőlős – Tóvároskert – Tata – Almásfüzitő – Almásfüzitő felső – Szőny – Komárom – Ács – Nagyszentjános – Győrszentiván – Győr-Gyárváros – Győr | Óránként   |
| S12   | Budapest-Déli – Budapest-Kelenföld – Budaörs – Törökbálint – Biatorbágy – Herceghalom – Bicske alsó – Bicske – Szár – Szárliget – Alsógalla – Tatabánya – Bánhida – Környe – Kecskéd alsó – Oroszlány | Óránként   |